# 西藏山胡椒
西藏山胡椒（学名：Lindera motuoensis）为樟科山胡椒属下的一个种。